# Кречмар, Василий Августович
Кречмар Василий Августович (31 декабря 1895, Санкт-Петербург — 1 февраля 1942, Ленинград) — профессор математики, основатель и первый заведующий кафедрами высшей математики в Ленинградском авиационном институте и Военно-воздушной академии, преподаватель Ленинградского университета.

## Биография
Василий Августович родился в Санкт-Петербурге. В 1912 году окончил гимназию. Поступил на физико-математический факультет Санкт-Петербургского университета. После окончания университета в 1917 году начал работу в разных вузах города. На начало 1922 года Кречмар имел степень кандидата математических наук, преподавателя высшей математики Института инженеров путей сообщения. После создания Военно-технической школы ВВ РККА в сентябре 1924 года, была создана кафедра высшей математики, и Кречмар стал её первым заведующим. В том же вузе преподавателем иностранных языков работала его жена Ольга Яковлевна Кречмар. С 1926 года по 1928 год Кречмар выпустил три книги. В 1931 г. был создан Ленинградский автомобильно-дорожный институт (с 1935 г. получивший имя В. В. Куйбышева) главного управления шоссейных дорог НКВД СССР (ЛАДИ), куда и переходит в 1932 г. В. А. Кречмар. Он периодически преподавал также в Ленинградском государственном университете (ЛГУ), в Ленинградском институте гражданского воздушного флота (ЛГВФ) и в Горном институте. В 1934 году после выступления на 2-м Всесоюзном математическом съезде Кречмару было присвоено звание профессора.
Принимал активное участие в организации и проведении первых Ленинградских городских математических олимпиад школьников. В 1937 году В. А. Кречмар выпустил книгу «Задачник по алгебре», который впоследствии переиздавался 6 раз (1950, 1959, 1961, 1964, 1968 и 1972 гг.). В 1939 году вышла последняя статья В. А. Кречмара «О верхнем пределе числа представлений целого числа некоторыми бинарными формами четвёртой степени». В начале 1941 г. возглавил кафедру высшей математики только что созданного Ленинградского авиационного института (сейчас — ГУАП — ФГАОУ ВО «Санкт-Петербургский государственный университет аэрокосмического приборостроения»). В этом же году он был назначен начальником кафедры высшей математики в только что организованной Ленинградской военно-воздушной академии Красной Армии (в последствии — Военный инженерный краснознаменный институт им. А. Ф. Можайского, ныне — Военно-космическая академия им. А. Ф. Можайского министерства обороны РФ). Однако, начавшаяся война помешала ему здесь наладить работу кафедры в полном объёме.
Математик умер в ночь на 1 февраля 1942 г. Жена и сын были эвакуированы, а профессор остался с авиационным институтом в блокадном городе. Погиб, не дождавшись меньше месяца эвакуации ЛАИ через Ладогу. Похоронен в общей могиле на Пискарёвском мемориальном кладбище.

## Семья
- Жена — Ольга Яковлевна Кречмар (Солдатова) — преподаватель иностранных языков
  - Сын — Арсений Васильевич Кречмар — зоолог, орнитолог, эколог и фотограф-анималист
    - Внук — Михаил Арсеньевич Кречмар — зоолог, охотовед, писатель, режиссёр-документалист и журналист.

### Научные труды
- Кречмар В. А., «О верхнем пределе числа представлений целого числа некоторыми бинарными формами четвёртой степени», Изв. АН СССР. Сер. матем., 3:3. 1939, 289—302 mathnet zmath
- Кречмар В. А. Некоторые частные случаи теоремы Ramanudjan’a. Труды 2-го Всесоюзного математического съезда. Т. 2. Секционные доклады. Л. 1936. 22—23
- Кречмар В.А., «О свойствах делимости одной аддитивной функции», Известия Академии наук СССР. VII серия. Отделение математических и естественных наук, 1933, 6, 763—800 mathnet zmath
- Кречмар В. А. Доказательство некоторых сравнений, принадлежащих Ramanujan’y. Труды научно-исследовательского аэро-института. Ленинград: Институт гражданского воздушного флота. 1931. Вып. 1. 121—125
- Кречмар В. А. Элементы теории эллиптических интегралов (Для дирижаблистов-конструкторов). Л., 1931. СТО ВОГВФ. Кафедра высшей математики. Отдел монографий. 79 с. Изд. литогр. (фонд РНБ)[6]
- Kretzchmar W., «Ueber einen neuen Beweis eines Satzes von Gauss-Jacobi», Журн. Лен. физ.-мат. общ., 2:2 (1929), 98-103 mathnet
- Кречмар В. А. Приложение сингулярных эллиптических функций к разысканию некоторых свойств полиномов Лежандра. Записки Горного института, 1929. т. № 3 7, 69-81
- Кречмар В. А., «О некоторых сравнениях», Известия Академии наук СССР. VII серия. Отделение физико-математических наук, 1928, 4, 415—424

### Учебная литература
- Сборник материалов для школьных кружков / Под ред. Г. М. Фихтенгольца, О. К. Житомирского, В. А. Кречмара и В. А. Тартаковского. Л.: Учпедгиз, 1941. — 72 с.
- Программа и методические указания по курсу высшая математика. Раздел II. Под редакцией проф. В. А. Кречмара. Л., 1940. Заочный институт инженеров гражданского воздушного флота. Для всех факультетов. 37 с.
- Кречмар В. А. Задачник по алгебре. Л. — М.: ОНТИ, 1937. — 424 с. (позднее неоднократно переиздавался)
- Контрольные работы по курсу высшей математики для всех специальностей. Сост. проф. В. А. Кречмар. Л., 1935. Издание Ц.З.А.И. 10 с.
- Программа курса высшей математики для всех специальностей. Составитель проф. В. А. Кречмар. Л., 1935. 31 с.
- Кречмар В. А. Высшая математика. Ч.1. Аналитическая геометрия на плоскости и дифференциальное исчисление. Л.: Изд-во КУБУЧ, 1931. — 254 с.
- Кречмар В. А. Высшая математика. Ч. 2. Л.: Учебный комбинат Гражданского Воздушного флота, 1931. — 461 с.